# Paninaro
Als Paninaro (Plural: Paninari) werden Anhänger einer italienischen Jugendkultur der 1980er Jahre bezeichnet. 

## Herkunft
Die Subkultur entstand Anfang der 1980er Jahre in Mailand. Die Bezeichnung geht auf das Mailänder Fastfood-Restaurant Il Panino zurück, das häufig als Treffpunkt diente. Paninari galten als weitgehend unpolitisch, konsumorientiert und hedonistisch. Sie interessierten sich für Mode, Popmusik und aktuelle Trends aus den USA.
Viele Anhänger waren Teil der Oberschicht und Schüler an Mailänder Privatschulen. Der Paninaro-Slang stammt daher von der Mailänder Jugendsprache der 1980er Jahre ab. Einige frühe Paninari waren auch Mitglied der neofaschistischen Mailänder Jugendbewegungen San Babilini und Fronte della Gioventù. Ab 1983 entwickelten sich Paninari jedoch zur italienweiten Bewegung, die als weitgehend unpolitisch gelten kann.

## Vorbilder und Accessoires
Paninari waren die erste italienische Subkultur, die sich vor allem über das Fernsehen definierte. Etwa über den 1984 gegründeten italienischen Musik-TV-Sender Videomusic. Ihre Vorbilder waren vor allem Bands, die durch aufwändige und optisch grelle Musikvideos auffielen. Etwa Duran Duran, Spandau Ballet, Wham!, Simple Minds, Frankie Goes to Hollywood und Boy George. Musik in italienischer Sprache lehnten sie dagegen ab.
Auch das Markenbewusstsein der Anhänger war kennzeichnend. Typisch war ein Mix aus Designerkleidung und Country-Accessoires. Weiters waren Enduro-Motorräder und Maschinen vom Typ Zündapp 175 beliebt.
- Bunte Daunenjacken (Moncler) oder Jeansjacken
- Jeans (Levi’s, Stone Island oder Armani)
- Sweatshirts (Best Company)
- Karohemden (Naj Oleari)
- Karosocken (Burlington)
- Ledergürtel (El Charro)
- Cowboystiefel (Frye oder Durango)

In anderen europäischen Ländern gab es zeitgleich ähnliche modische Entwicklungen. In Deutschland erregten etwa die Popper erhebliches Medieninteresse.

## Pet Shop Boys
Weltweite Verbreitung fand der Ausdruck Paninaro durch das gleichnamige Lied der Pet Shop Boys. Es wurde erstmals 1986 ausschließlich in Italien in einer Auflage von 5000 Stück als Maxisingle vertrieben. Im Text werden Begriffe aufgezählt, die mit den Paninari assoziiert werden:
Armani, Armani, A-A-Armani, Versace, Cinque
Die Pet Shop Boys führten im Musikvideo erstmals Regie. Gezeigt werden szenetypische Plätze, Personen und Motive in Mailand.